# Aaron Pritchett

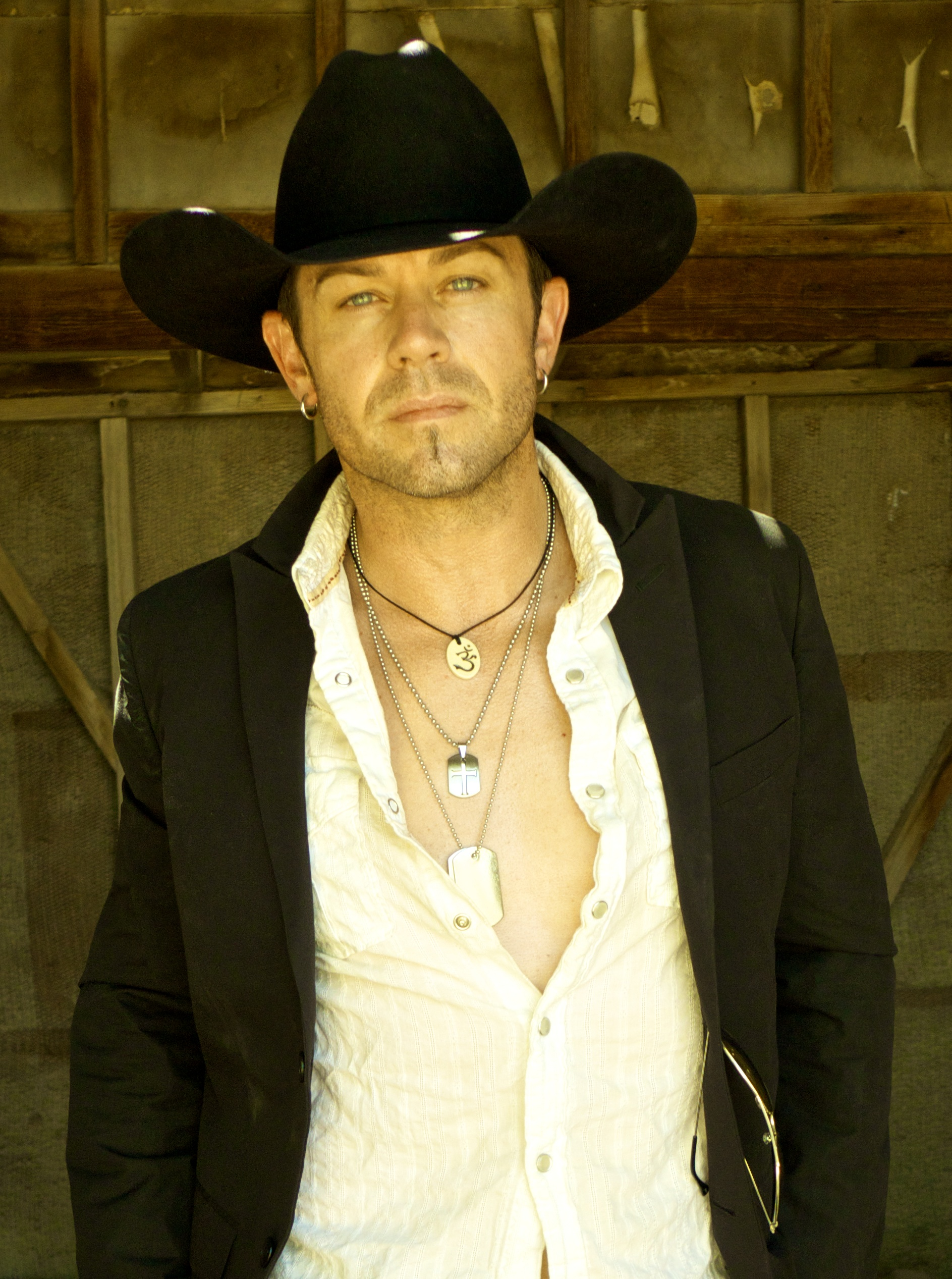
Aaron Pritchett

Aaron Pritchett (* 2. August 1970 in Terrace, British Columbia) ist ein kanadischer Country-Musiker.

## Leben
Pritchett begann seine musikalische Karriere als DJ in der Rooster's Country Cabaret bar in Pitt Meadows, British Columbia. Dort spielte er in der hauseigenen Cover-Band. Pritchett begann an seinen eigenen Songs mitzuwirken und veröffentlichte einige seiner Songs und verschickte diese an mehrere Radiosender. 2002 hat die lokale Radiostation JRfm einige seiner Songs ausgestrahlt. Er hat einige Musikvideos veröffentlicht, mit deren Ausstrahlung bei dem kanadischen Country Musiksender CMT Canada er einige Bekanntheit erlangte.
Pritchett unterzeichnete einen Plattenvertrag bei dem kanadischen Plattenunternehmen 604 Records.
Pritchett tourte durch Westkanada zusammen mit Toby Keith und Jessie Farrell um sein neues Album Thankfull vorzustellen, welches am 9. September 2008 veröffentlicht wurde. Am 9. November veröffentlichte er sein neuestes Album „In the Drivers Seat“.

## Band
- Jayson Brinkworth – Drums
- Jesse Tucker – Guitar, Vocals
- Scott Smith – Guitar, Steel Guitar, Vocals
- Shane Hendrickson – Bass, Vocals
- Emil Gawaziuk – Monitors, stage tech
- Ken Friesen – Front of house mixer

## Diskografie

### Alben
- 1996: Young in Love (Selbstverlag)
- 2002: Consider This (Royalty Records)
- 2003: Something Goin’ On Here (Royalty Records)
- 2006: Big Wheel (OPM Records)
- 2008: Thankful (OPM Records)
- 2010: In the Driver‘s Seat (Deceibel Records)

### Singles
- 2006: Hold My Beer (CA: Gold)[1]
- 2016: Dirt Road In ’Em (CA: Gold)
- 2016: When a Momma’s Boy Meets A Daddy’s Girl (CA: Gold)
- 2018: Worth a Shot (CA: Gold)